# 毛洛姆绍克
毛洛姆绍克，是匈牙利维斯普雷姆州所辖的一个村，总面积25.74平方公里，总人口544，人口密度21.1人/平方公里（2010年1月1日）。